# Phạm Thành Liệu
Phạm Thành Liệu là một nghệ sĩ ưu tú, nghệ sĩ vĩ cầm người Việt Nam. Ông được nhà nước Việt Nam phong tặng danh hiệu nghệ sĩ ưu tú vào năm 2015 và hiện đang công tác tại dàn nhạc giao hưởng Việt Nam.